# Serious Business
Serious Business è un album di Johnny Winter, pubblicato dalla Aligator Records nel 1985. Il disco fu registrato (e mixato) al Streeterville Studios di Chicago (brani: A1, A2, A4, A5, B2, B3, B4 e B5), Illinois e al Red Label Studios di Winnetka, Illinois (brani: A3 e B1).

## Tracce
Lato A
1. Master Mechanic – 3:37 (Joe Shamwell, Steve Prestage, Walter Godbold)
2. Sound the Bell – 3:23 (Clarence Garlow, Eddie Shuler)
3. Murdering Blues – 5:02 (Doctor Clayton)
4. It Ain't Your Business – 3:50 (James Moore (Slim Harpo))
5. Good Time Woman – 6:03 (Johnny Winter)

Lato B
1. Unseen Eye – 4:18 (Sonny Boy Williamson II)
2. My Time After Awhile – 6:13 (Bob Geddins)
3. Serious as a Heart Attack – 3:31 (Johnny Winter)
4. Give It Back – 3:48 (Sonny Thompson)
5. Route 90 – 4:07 (Clarence Garlow, Leon T. Rene)

## Musicisti
- Johnny Winter - chitarra, voce
- Ken Saydak - pianoforte
- Johnny B. Gayden - basso
- Casey Jones - batteria

Musicista aggiunto 
- Jon Paris - armonica (brani: A3, A5 e B4)